# Kanton Leforest
Der Kanton Leforest war von 1973 bis 2015 ein französischer Kanton im Arrondissement Lens, im Département Pas-de-Calais und in der Region Nord-Pas-de-Calais. Sein Hauptort war Leforest. Der Kanton lag im Mittel 27 Meter über Normalnull, zwischen 20 Metern in Courcelles-lès-Lens und 66 Metern in Leforest.

## Gemeinden
Der Kanton bestand aus vier Gemeinden:
| Gemeinde            | Einwohner Jahr | Fläche km² | Bevölkerungsdichte | Code INSEE | Postleitzahl |
| ------------------- | -------------- | ---------- | ------------------ | ---------- | ------------ |
| Courcelles-lès-Lens | 6.604 (2013)   | 5,56       | 1188 Einw./km²     | 62249      | 62970        |
| Dourges             | 5.735 (2013)   | 10,48      | 547 Einw./km²      | 62274      | 62119        |
| Évin-Malmaison      | 4.583 (2013)   | 4,57       | 1003 Einw./km²     | 62321      | 62141        |
| Leforest            | 6.958 (2013)   | 6,22       | 1119 Einw./km²     | 62497      | 62790        |